# Justo Mullor García
Pour les articles homonymes, voir Mullor et García.
Justo Mullor García, né le 8 mai 1932 à Los Villares en Espagne et mort le 30 décembre 2016 à Rome, est un prélat espagnol de l'Église catholique. Il a été employé au sein du service diplomatique du Saint-Siège et a dirigé l'académie du Vatican pour la formation des diplomates.

## Biographie
Justo Mullor García est né le 8 mai 1932 à Los Villares en Espagne. Il a été ordonné prêtre le 8 décembre 1954.
Le 21 mars 1979, il a été nommé archevêque titulaire d'Emerita Augusta (de). Le lendemain, il a été nommé nonce apostolique en Côte d'Ivoire. Le 2 mai de la même année, il a été nommé pro-nonce apostolique au Burkina Faso (en), puis, le 25 août, pro-nonce apostolique au Niger (en). Plus tard, il a été observateur permanent du Saint-Siège au Conseil européen et observateur permanent du Saint-Siège à l'Office des Nations unies à Genève. Il a aussi été nonce apostolique en Estonie (en), en Lettonie (en), en Lituanie (en) et au Mexique (en). Le 28 juillet 1994, il est nommé archevêque de Volsinium (de)
Le 11 février 2000, le pape Jean-Paul II l'a nommé consultant de la Secrétairerie d'État du Vatican. Il l'a aussi nommé comme participant au synode des évêques de 2001.
Le 13 octobre 2007, le pape Benoît XVI a accepté sa démission comme président de l'Académie ecclésiastique. Le 22 avril 2009, le pape l'a nommé membre de la Congrégation pour les causes des saints.
Justo Mullor García est décédé le 30 décembre 2016. Il est inhumé à la cathédrale de l'Incarnation d'Almería.

## Succession apostolique
Justo Mullor García a ordonné les évêques suivants :
- Évêque Rodrigo Aguilar Martínez (es) (1997)
- Évêque José Isidro Guerrero Macías (es) (1997)
- Archevêque Constancio Miranda Weckmann (es) (1998)
- Évêque Fernando Mario Chávez Ruvalcaba (es) (1999)